# إيمليانو زاباتا
إيمليانو زاباتا (بالإسبانية: Emiliano Zapata) (8 أغسطس 1879 في ولاية موريلوس - 10 أبريل 1919). كان ثورياً مكسيكياً.
في أعقاب انتصار الثوار على هويرتا حاولوا ترتيب علاقات القوة في اتفاقية أغواسكالينتس (أكتوبر - نوفمبر 1914). انفصل زاباتا وفيلا عن كارانزا وانزلقت المكسيك في حرب أهلية بين المنتصرين. بعد انزعاجه من التحالف مع فيلا ركز زاباتا طاقاته على إعادة بناء المجتمع في موريلوس(التي کان يسيطر عليها في ذلك الحین) وإقامة إصلاحات الأراضي في خطة آيالا.عندما عزز كارانزا قوته وهزم فيلا في عام 1915 بدأ زاباتا حرب العصابات ضد كارانسيستاس الذين قاموا بدورهم بغزو موريلوس الذي استخدم تكتيكات الأرض المحروقة مرة أخرى لطرد متمردي زاباتيستا. استعاد زاباتا مرة أخرى موريلوس في عام 1917 وسيطر على معظم أجزاء الدولة ضد قوات كارانزا حتى قُتل في كمين في أبريل 1919.
تمت صياغة المادة 27 من دستور المكسيك لعام 1917 استجابة لمطالب زاباتا الزراعية.
بعد وفاته ، تحالف جنرالات زاباتيستا مع أوبريغون ضد كارانزا وساعدوا في طرد كارانزا من السلطة (1920). في عام 1920 تمكن زاباتيستاس من الحصول على مناصب قوية في حكومة موريلوس بعد سقوط كارانزا. أقاموا العديد من إصلاحات الأراضي التي تصورها زاباتا في موريلوس.
لا يزال زاباتا شخصية بارزة في المكسيك حيث يتم استخدامه كرمز قومي وكذلك كرمز لحركة زاباتيستا الجديدة.

## حياته
بعد إكماله الخدمة العسكرية في الجيش، انضم عام 1910 إلى الثورة المكسيكية ضد بورفيريو دياز الذي كان رئيس البلاد، رافضاً نزع سلاحه حتى قام الزعيم الثوري فرانسيسكو ماديرو بتوزيع الأرض. كما رفض زاباتا أيضاً الاعتراف بيفكتوريانو هويرتا الذي اغتال ماديرو. وقام زاباتا مع فيلا باحتلال مدينة مكسيكو عام 1914. في عام 1919 أغتيل زاباتا بكمين من طرف الكولونيل غيساس غوغاردو.
ولد زاباتا في قرية أنينكيلكو الريفية في ولاية موريلوس ، في عصر تعرضت فيه مجتمعات الفلاحين لضغوط متزايدة من طبقة ملاك الأراضي الصغيرة التي احتكرت موارد الأرض والمياه لإنتاج قصب السكر بدعم من الديكتاتور بورفيريو دياث (الرئيس 1877 -1880 و 1884-1911). شارك زاباتا في وقت مبكر في الحركات السياسية ضد دياث وملاك الأراضي ، وعندما اندلعت الثورة في عام 1910 تم وضعه كقائد مركزي لثورة الفلاحين في موريلوس.
بالتعاون مع عدد من قادة الفلاحين الآخرين ، شكل جيش زاباتستا للتحرر الوطني  والذي سرعان ما أصبح قائدًا بلا منازع. ساهمت قوات زاباتا في سقوط دياز  وهزيمة الجيش الفيدرالي في معركة كواوتلا (مايو 1911) ولكن عندما أصبح القائد الثوري فرانسيسكو ماديرو رئيسًا ، تنصل من دور الزاباتيستا ، ووصفهم بأنهم قطاع طرق بسيطون. في نوفمبر 1911  أصدر زاباتا خطة دي أيالا  التي دعت إلى إصلاحات كبيرة للأراضي  وإعادة توزيع الأراضي على الفلاحين.

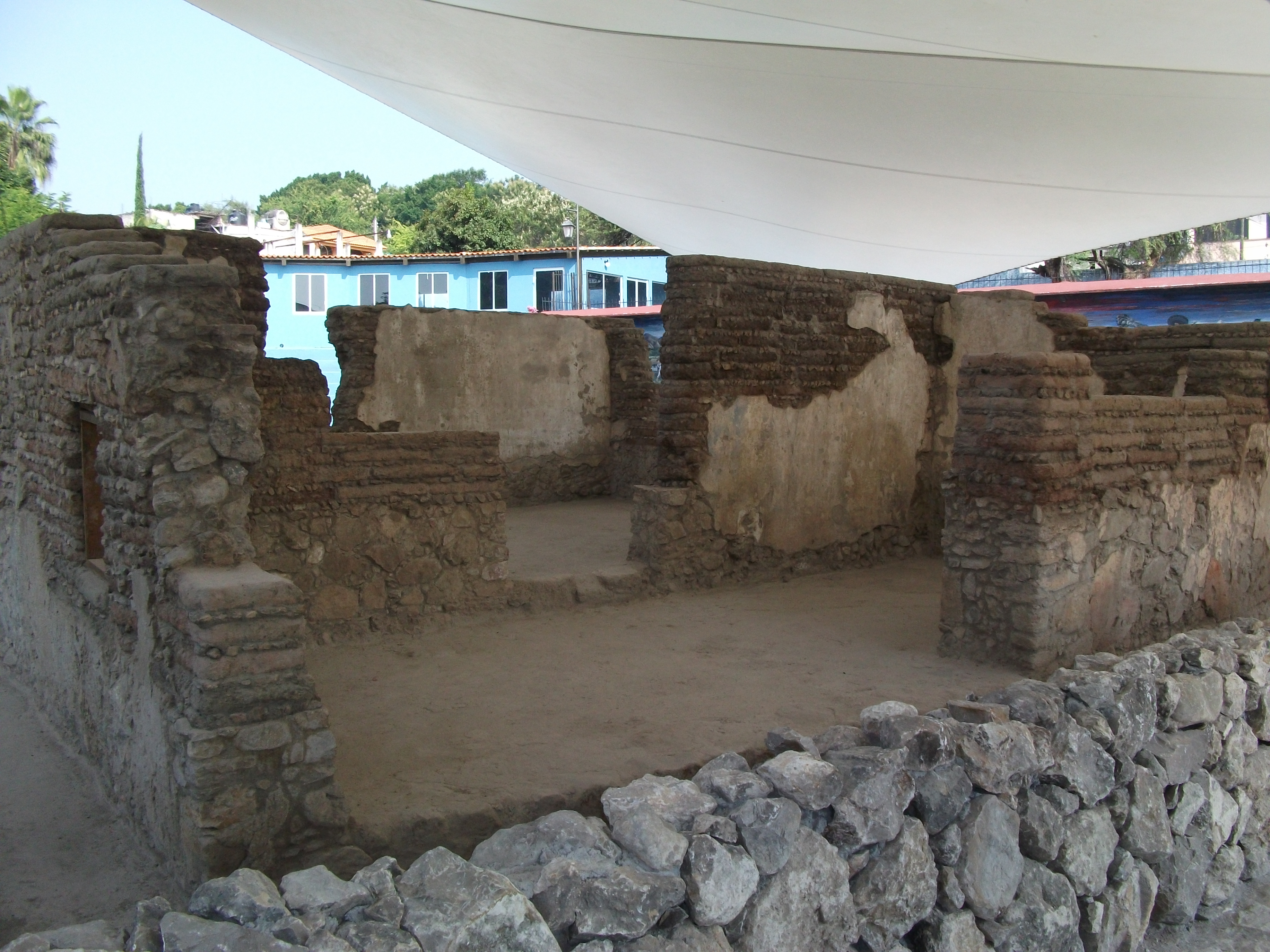
مسقط رأس إميليانو زاباتا في أنينكيلكو ، اليوم متحف منزلي

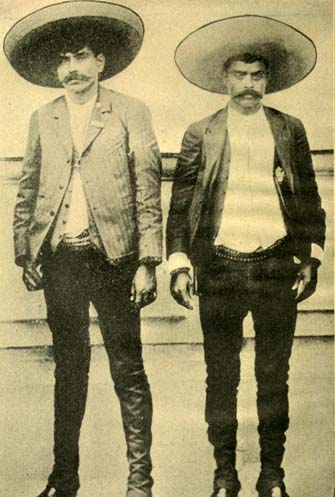
صورة غير مؤرخة لإميليانو زاباتا (على اليمين) وشقيقه الأكبر يوفيميو (على اليسار) وهما يرتديان أزياء شارو الريفية. تظهر بعض التصورات الفنية لزاباتا بعد وفاته أنه يرتدي زي فلاح عادي.

## السنوات الأولى قبل الثورة

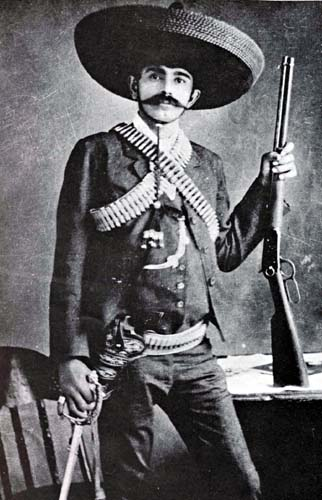
زاباتا

ولد إميليانو زاباتا لغابرييل زاباتا وكليوفاس جيرتروديز سالازار من أنينكيلكو ، موريلوس ، عائلة محلية معروفة. كان الأب الروحي لإميليانو مديرًا لمزرعة محلية كبيرة وكانت عرّابته زوجة المدير.من المحتمل أن تكون عائلة زاباتا من ميستيثو المكسيكيين من أصول إسبانية و ناوا.كان إميليانو التاسع من بين عشرة أطفال. كان لديه ست شقيقات: سيلسا ، رامونا ، ماريا دي خيسوس ، ماريا دي لا لوز ، وثلاثة أشقاء: بيدرو ، يوفيميو زاباتا ولوريتو. تنحدر عائلة زاباتا من زاباتا مابازتلان.
خدم جده من الأم، خوسيه سالازار في جيش خوسيه ماريا موريلوس واي بافون خلال حصار كواوتلا  وقاتل أعمامه كريستينو وخوسيه زاباتا في حرب الإصلاح والتدخل الفرنسي. من عائلة من المزارعين  كان إميليانو زاباتا لديه نظرة ثاقبة للصعوبات الشديدة في الريف وكفاح قريته الطويل لاستعادة الأراضي التي استولت عليها المزارع المتوسعة.
على الرغم من أنه يصور عادة على أنه «أصلي» أو من الفلاحين الذین لا يملكون أرضًا في الأيقونات المكسيكية  لم يكن زاباتا من السكان الأصلیون ولا يملكون أرضًا ولا يُعرف أنهم تحدثوا بلغة الناواتل. كانوا ميسورين بشكل معقول ولم يعانوا من الفقر أبدًا وکان یتمتع بأنشطة مثل مصارعة الثيران  ومصارعة الديوك.

## ما بعد زاباتا
بعد موت زاباتا ظهرت الكثير من الحكايات الشعبية عنه، كما قام المخرج الأمريكي إيليا كازان بإنتاج فيلم عن حياة زاباتا بعنوان يعيش زاباتا الذي مثل في الدور الرئيسي فيه مارلون براندو.

## روابط خارجية
- إيمليانو زاباتا على موقع IMDb (الإنجليزية)
- إيمليانو زاباتا على موقع الموسوعة البريطانية (الإنجليزية)
- إيمليانو زاباتا على موقع إن إن دي بي (الإنجليزية)